# Michałów-Parcele
Michałów-Parcele [pronunciación en polaco: /miˈxawuf parˈt͡sɛlɛ/] es un pueblo ubicado en el distrito administrativo de Gmina Warka, dentro del condado de Grójec, Voivodato de Mazovia, en el centro-este de Polonia. Se encuentra a unos 16 kilómetros al suroeste de Warka, a 19 kilómetros al sureste de Grójec, y a 56 kilómetros al sur de Varsovia.
El pueblo tiene una población de 270 habitantes.